# Chimei Museum
Das Chimei Museum (chinesisch 奇美博物館, Pinyin Qíměi Bówùguǎn) wurde 1992 von dem Unternehmer Shi Wen-Long in Tainan, Taiwan begründet. Das Museum befindet sich seit 2014 in einem Park im Bezirk Rende. Die Sammlungen des Chimei Museums umfassen fünf Kategorien: Westliche Kunst (Malerei, Skulptur, dekorative Künste und antike Möbel); Musikinstrumente, Naturkunde, Waffen und Rüstungen, Antiquitäten und Artefakte.

## Geschichte
Shi Wen-Long ist der Begründer des Unternehmens Chi Mei Corporation und darüber hinaus ein Liebhaber von Violinen und Kunst. Er hat eine der weltweit größten Sammlungen von wertvollen Violinen gesammelt und eine umfangreiche Kunstsammlung zusammengetragen. Um das Niveau der klassischen Musik in Taiwan zu heben, gründete er im Jahr 1977 die Chimei Kulturstiftung und finanzierte ein Stipendium für Künstler.
Im Jahr 1992 gründete Shi Wen-Long zunächst das Chimei Museum im Bezirk Rende, es folgte 2001 eine Außenstelle im Southern Taiwan Science Park. Beide Häuser sind inzwischen geschlossen. Das neue Chimei Museum wurde 2014 in die Wenhua Straße eröffnet.

## Sammlungen

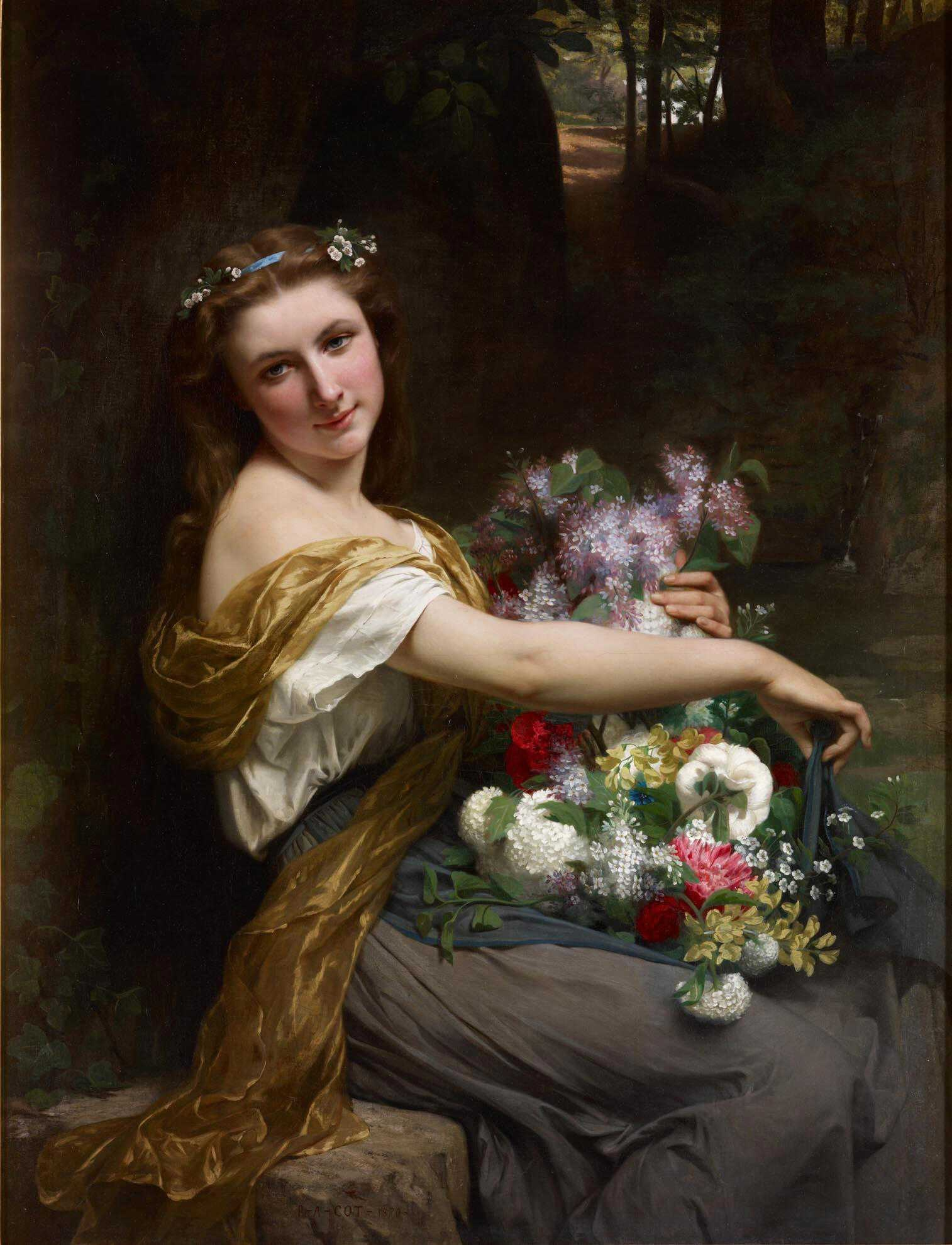
Pierre Auguste Cot Dionysia (1870)

Die Sammlungen umfassen mehr als 10.000 Werke aus den Sammlungen der Chimei Kulturstiftung und von Shi Wen-Long. Diese befinden sich in den Räumen „Bildende Künste“, „Musikinstrumente“, „Naturkunde & Fossilien“, „Waffen und Rüstungen“ und in der „Galerie Rodin“. Außer der Dauerausstellung befindet sich eine Sonderausstellung im Raum „Wechselausstellung“.

### Bildende Künste
Westliche Kunst des 13. bis 20. Jahrhunderts
- Among the Ferns von Karl Wilhelm Bauerle
- The Achievement of the Holy grail von Edward Burne-Jones* Die Heuernte von Jules Dupré
- The Message von Thomas Cooper Gotch
- Broomielaw Glasgow von John Atkinson Grimshaw
- Yes or No? von Edmund Blair Leighton
- Frau mit einer Rose von Gustave Caillebotte
- Stillleben mit einem Zweig Stachelbeeren von Adriaen Coorte
- Porträt Marie-Thèrése Bartholoni von William Adolphe Bouguereau
- Porträt Elizabeth Jane Gardner von William Adolphe Bouguereau
- Madonna mit Kind und Johannes der Täufer von William Adolphe Bouguereau
- Geburt der Venus von Francesco Podesti
- Die Versuchung von Jean-Georges Vibert
- Der Tisch im Garten Gerberoy bei Nebel von Henri Le Sidaner
- Bäume am Fluss von Henri Martin
- Häuser in Labastide du Ver von Henri Martin
- Die heilige Familie von Noël Hallé
- Ländliche Szene von Léon Augustin Lhermitte
- Waschfrau am Bach von Léon Augustin Lhermitte
- Wirtshausszene von Léon Augustin Lhermitte
- Schafhirtin mit ihrer Herde von Jean-François Millet
- Das Brot von Albert Bartholomé
- Kuh am baumbestandenen Fluss von Jules Dupré
- Junges Mildmädchen mit Kuh in einer Landschaft von Jules Dupré
- Porträt eines Herrn mit einem Windhund vom Ferdinand Roybet
- Der Erzengel Gabriel von Paul Delaroche
- The Lady in Gold - A Portrait of Mrs. John Crooke von Thomas Cooper Gotch
- Diana als Jägerin von Antoine Bourlard
- Fischer und Boote in Scheveningen von Everhardus Koster
- Die letzte Träne (Studie) von Narcisso Virgilio Díaz de la Peña
- Winterlandschaft in Lillehammer von Peder Mørk Mønsted
- In der Église de la Trinité von Henri Gervex
- Die Schmiede des Vulkan von Paolo Farinato
- Dornenkrönung von Andries Both
- Das Opfer Jephthas von Gustave Doré
- Heiliger Martin und der Bettler von El Greco und Werkstatt
- Lasset die Kindlein zu mir kommen von Lucas Cranach der Jüngere
- Der Maskenball von Charles Hermans
- Death Crowning Innocence von George Frederic Watts
- Weite Landschaft mit Reisenden vor einer Windmühle von Jan Brueghel der Jüngere
- Die Geburt Jesu von Benvenuto di Giovanni und Girolamo di Benvenuto
- Der heilige Josef und das Christuskind von Guido Reni und Werkstatt
- Madonna und Kind von Bernardo Daddi und Werkstatt
- Der Gesang der Miriam von William Blake Richmond
- Herbstabend von Émile Adan
- Fischer bei einer Insel von Jean-Baptiste Camille Corot
- Springflut von Camille Roqueplan
- Belisarius vor den Toren von Konstantinopel von Giovanni Paolo Pannini
- Hektors Abschied von Andromache von Gianbettino Cignaroli
- Porträt des Frederick van Marselaer von Anthonis van Dyck
- Kücheninterieur von David Teniers der Jüngere
- The Household Gods von John William Waterhouse

### „Galerie Rodin“
Werke des französischen Skulpteurs Auguste Rodin und seines Umfeldes
- Homage to Rodin
- The Kiss
- The Embroiderer
- The Abandon

### Musikinstrumente
Geigenbauer und ihre Werke
- Andrea Amati
- William Baker
- Francois-Chanot
- Antonio Stradivari

### Naturkunde & Fossilien
Die größte Sammlung von Tierpräparaten in Asien. Außerdem befinden sich hier viele Fossilien im Raum Naturkunde & Fossilien.

### Waffen und Rüstungen
Die Sammlung von Waffen und Rüstungen umfasst zwei Kategorien: Europäische Zone und Außereuropäische Zone.
- Milton Shield

## Ausstellungen

### Dauerausstellung
- Größe des Lebens: Eine Reise der Evolution

(Life’s Grandeur: A Journey of Evolution)
生命的壯闊：演化之旅
- Neuland Zukunft: Rodin und sein Kreis

(Breaking New Ground for the Future: Rodin and His Circle)
承先啟後：羅丹與他的藝術圈
- Angriff und Verteidigung: Die Entwicklung von Waffen und Rüstungen

(Attack and Defense: The Evolution of Arms and Armour)
攻擊與防禦：兵器與盔甲的演進
- Der Sinn für die Schönheit – Westliche Kunst von 1200 bis zur Gegenwart

(The Sense of Beauty: The Western Arts from 1200 to Present)
美的軌跡:13至20世紀西洋藝術
- Der Klang der Musik: Erschaffung, Spiel, Aufnahme

(The Sound of Music: Making, Playing and Recording)
音樂之聲：樂器製作、演奏和錄製
- Frühe Violinen aus verschiedenen Schulen: Große Geigenbauer und ihre Werke

(Early Violins from Various Schools: Great Makers and Their Works)
初試提聲：製琴大師與他的作品

### Sonderausstellung
- Lasst uns tanzen! Tiere – Kunst und Design Ausstellung (Let’s Dance! Animals – Art and Design Exhibition) 搖擺吧！動物們 – 藝術設計展